# Nur ein Lied
"Nur ein Lied" (tradução portuguesa. "Só uma Canção") foi a canção escolhida para representar a televisão pública austríaca no Festival Eurovisão da Canção 1989, interpretada em alemão por Thomas Forstner. Foi a 13.ª canção a ser interpretada na noite do evento, a seguir à canção dinamarquesa "Vi maler byen rød", interpretada por Birthe Kjær e antes da canção finlandesa, "La dolce vita (canção), interpretada por Anneli Saaristo. A canção austríaca terminou num honroso quinto lugar, recebendo um total de 97 pontos.Forstner também gravou uma versão em inglês intitulada: "Song of Love"

## Autores
- Letrista: Joachim Horn-Bernges
- Compositor: Dieter Bohlen

## Letra
A canção é uma balada, com Forstner cantando sobre a capacidade que ele tem que ao cantar de gerar amor e felicidade no mundo.